# سانتیاگو دوتوکومان
توکومان (به اسپانیایی: Tucumán) شهری در کشور آرژانتین، ایالت توکومان است که در سال ۲۰۰۹ میلادی، حدود ۷۸۹٬۰۰۰ نفر جمعیت داشته‌است.